# Vipera latastei
La vipera latastei è una specie di serpenti velenosi della famiglia dei Viperidae, sottofamiglia Viperinae. La specie è endemica nell'estremo sudovest dell'Europa e nel nordovest dell'Africa. Due sottospecie sono correntemente riconosciute, comprese quelle sottodescritte.

## Etimologia
Il nome specifico latastei le è stato assegnato in onore del collega francese di Boscà, l'erpetologo Fernand Lataste, che un anno dopo gli avrebbe reso l'onore chiamando, dal suo nome, una sua propria scoperta, il tritone di Boscà (Lissotriton boscai).

## Descrizione
La V. latastei può crescere fino a una lunghezza massima (coda inclusa) di circa 70 cm, ma in genere lo è di meno. È grigia di colore, ha una testa triangolare, un "corno" sulla punta del naso, e un motivo a zig-zag sul dorso. La punta della coda è gialla.

## Comportamento
La V. latasei può essere vista di giorno o di notte nascosta sotto le pietre. La punta gialla della coda è probabilmente utilizzata per attirare le prede.

## Ambito geografico
La V. latastei è stata trovata nel sudovest dell'Europa (Portogallo e Spagna) e nel nordovest dell'Africa (la regione mediterranea di Marocco, Algeria e Tunisia).
Il tipo nomenclaturale dato è "Ciudad Real", corretto in "Valencia, Spanien" (Valencia, Spagna) da Mertens e L. Müller (1928).

## Habitat
La V. latastei si trova in zone rocciose, generalmente umide, in zone boscose e di arbusti secchi, siepi, muri in pietra e talvolta in dune costiere.

## Riproduzione
La femmina di V. latasei partorisce da due a 13 piccoli. In media partorisce una sola volta ogni tre anni.

## Stato di conservazione
La specie V. latastei è stata classificata come "quasi minacciata" (NT) secondo la çista rossa delle specie minacciate dello IUCN, e dal 2008 è riconosciuta come Vulnerabile  (VU). È stata elencata come tale perché probabilmente in significativo declino (ma probabilmente a un tasso del 30% su un decennio) a causa dell'ampia perdita dell'habitat e della persecuzione in gran parte delle sue zone, ciò che rende la specie vicina alla classificazione di Vulnerabile. Si prevede un'ulteriore riduzione della popolazione, che probabilmente non supererà il 30% nei prossimi dieci anni, sono possibili estinzioni localizzate in zone del suo habitat attuale (ad es. Tunisia).
È stata anche individuata una specie severamente protetta (Appendice II) nella Convenzione Berne.

## Sottospecie
| Specie         | Autore tassonomia         | Zona geografica                                             |
| -------------- | ------------------------- | ----------------------------------------------------------- |
| V. l. gaditana | Hubert Saint Girons, 1977 | Spagna meridionale e Portogallo, Marocco, Algeria, Tunisia. |
| V. l. latastei | Boscá, 1878               | Gran parte della Penisola iberica a sud dei Pirenei.        |